# Holländsk kanin

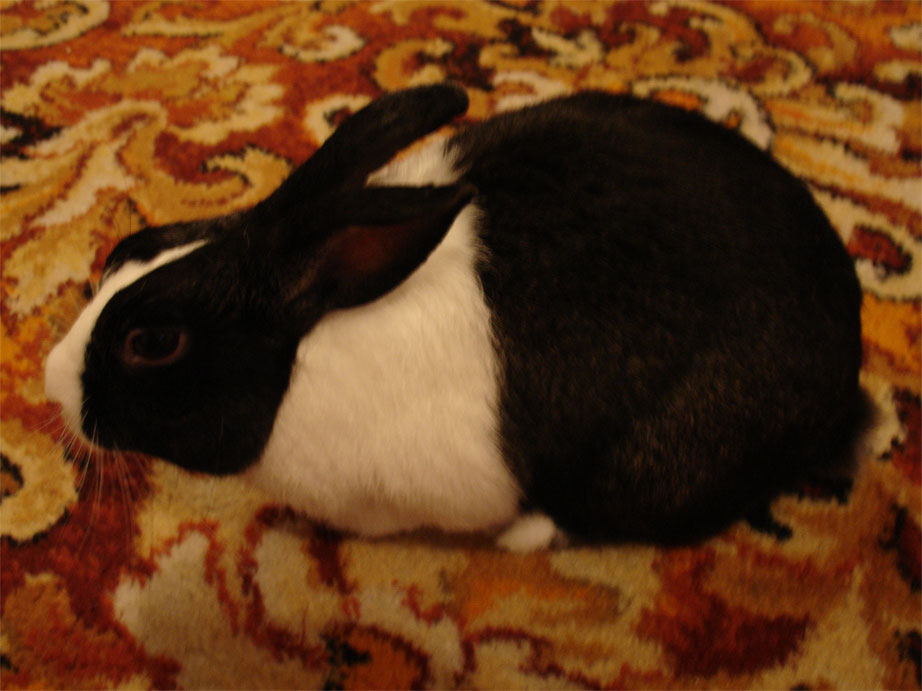
Svart-vit holländsk kanin.

Holländsk kanin eller vardagligt kallad holländare, lätt identifierbar genom sitt karakteristiska färgmönster, var en gång den mest populära av alla kaninraser. Men efter att dvärgkaniner utvecklades, minskade den holländska kaninens popularitet. Ändå är den holländska kaninen en av de tio mest populära raserna i världen.
Fastän namnet antyder att den holländska kaninen kommer från Holland, utvecklades den faktiskt i England.
Under 1830-talet importerades kaniner till England från Ostende i Belgien varje vecka för köttmarknaden.
Bland dessa kaniner fanns en ras som kallades Petite Brabancon, eftersom den härstammade från Brabant i Flandern.
Petite Brabancon kan fortfarande hittas i målningar från 1400-talet. Den holländska kaninen har sina genetiska rötter i denna gamla ras. Petite Brabancon hade ofta holländska tecken, och uppfödare i England valde ut de kaniner som hade jämna tecken. Sitt nuvarande utseende började rasen få i slutet på 1800-talet.
Holländska kaniner är populära både som sällskapsdjur och bland utställningsuppfödare. Rasen är känd för att ha ett trevligt och socialt temperament samt att vara lättlärda.

## Utseende

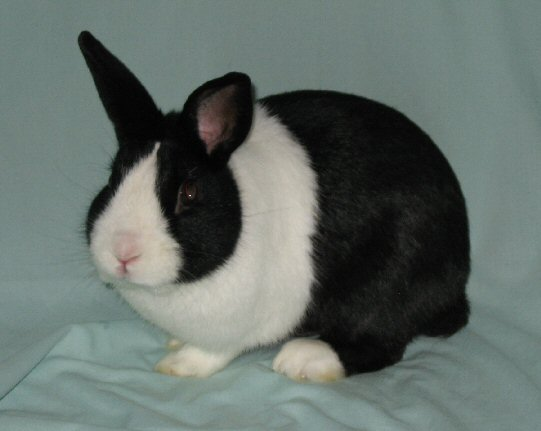
American Grand Champion.

American Rabbit Breeders Association-standarden påkallar en liten till medelstor kanin.
En vuxen holländsk kanin väger 2,5 - 3,2 kg. Den har en kompakt, avrundad kropp; rundat huvud; korta, tjocka, välpälsade öron; och kort, glansig päls. Grundfärgen hos holländska kaniner är vit. Pälsen kan vara tecknad i många olika färger, några varianter är svart-vit, japantecknad gul-svart, viltgrå, blå, isabell, madagaskar, japantecknad gul-blå och lutino.
Trots sin popularitet, har den holländska kaninen inte förändrats mycket under åren.  